# Бельмонте-Меццаньо
Бельмонте-Меццаньо (італ. Belmonte Mezzagno, сиц. Belmunti Minzagnu) — муніципалітет в Італії, у регіоні Сицилія,  метрополійне місто Палермо.
Бельмонте-Меццаньо розташоване на відстані близько 440 км на південь від Рима, 8 км на південь від Палермо.
Населення — 11 294 особи (2014).

## Демографія
Населення за роками:

Станом на 1 січня 2023 року в муніципалітеті офіційно проживав 31 іноземець з 14 країн, серед них 16 громадян країн Євросоюзу.

## Сусідні муніципалітети
- Альтофонте
- Мізільмері
- Палермо
- Санта-Кристіна-Джела